# Корби (аббатство)
Не путать с Корвейским аббатством
Аббатство Корби́ (фр. Abbaye de Corbie; полное название — Королевское аббатство Святого Петра в Корби, фр. Abbaye Royale Saint-Pierre de Corbie) — бывшее бенедиктинское аббатство во Франции. Находится в коммуне Корби в долине Соммы, в департаменте Сомма, регион Пикардия.
Корби было заложено меровингской королевой Батильдой в 657—661 годах. Первым настоятелем был Теодофрид. При Каролингах аббатство стало крупным центром духовной жизни и учёности. В скриптории Корби ок. 780 года был впервые внедрён каролингский минускул, основной тип письменности во Франкском государстве (позднее и за его пределами). Пытливые монахи Корби разыскивали по всей Европе уникальные (до тех пор неизвестные) рукописи античных учёных и святоотеческой богословской литературы, переписывали их, украшая изысканными миниатюрами, и бережно хранили копии в библиотеке. Благодаря Корби варварская Европа приобщилась к трудам Аристотеля, Евклида, Боэция, Кассиодора и других великих писателей античности. В 881 году аббатство было разрушено викингами, но отстроено заново и под покровительством королей стало ещё более богатым и роскошным.

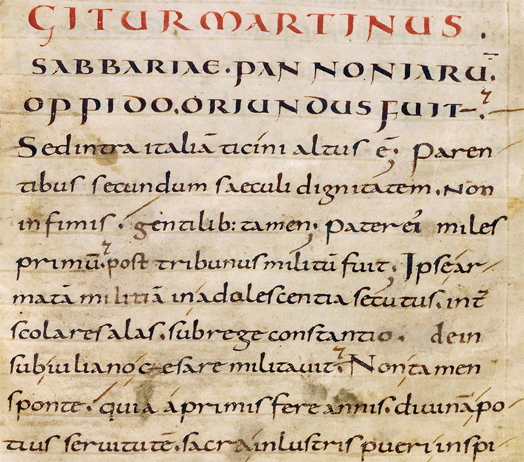
Житие св. Мартина. Рукопись VIII в. из Корби (записана каролингским минускулом)

Уникальная библиотека аббатства просуществовала тысячу лет и была рассеяна лишь французскими революционерами в конце XVIII века. Некоторые манускрипты, вышедшие из скриптория Корби, сохранились благодаря русскому библиофилу и дипломату П. П. Дубровскому, работавшему в годы буржуазной революции в Париже. Дубровский искренне надеялся зародить в соотечественниках «благородное соревнование привозить из чужих краев, вместо богатых гардеробов, кружев, фарфоровых сервизов и прочего, разные предметы учености, обогащающие науки и художества». В 1805 году его коллекция стала основой Депо манускриптов (то есть Отдела рукописей) Императорской публичной библиотеки Петербурга, где ныне и хранится.
В начале IX века двумя корбийскими монахами, Вала и Аделардом, было основано в Вестфалии «новое аббатство Корби», которое просуществовало до начала XIX века.